# Elisa Christy
Elisa Crochet Asperó (Ciudad de México, 30 de septiembre de 1917-Ciudad de México, 26 de mayo de 2018), más conocida como Elisa Christy, fue una bailarina y actriz de reparto mexicana de origen español.
Fue hija de la actriz catalana Elisa Asperó, la Dama de la Sonrisa Pálida, y del actor madrileño Julio Crochet Martínez, más conocido como Julio Villarreal. Su madre fue también esposa del diplomático y jurista Rafael Zubáran Capmani, nativo de Campeche y de origen vasco.
Elisa Christy fue bailarina de folclore mexicano y ballet clásico, además de actriz de reparto en la compañía familiar de sus tíos José y Lita Enhart. Tuvo varias participaciones en el cine mexicano, como en La Valentina, donde conocería a Jorge Negrete, de quien fue la primera esposa y madre de su hija primogénita, Diana Negrete, nacida en 1942.
Murió el 26 de mayo de 2018 a la edad de 100 años.

## Filmografía
- La Valentina (1938)
- Juntos, pero no revueltos (1939)
- Morenita clara (1943)
- Las casadas engañan de 4 a 6 (1946)
- La viuda celosa (1946)
- El sexo fuerte (1946)
- El barchante Neguib (1946)
- La mujer de todos (1946)
- La otra (1946)
- El desquite (1947)
- Pecadora (1947)
- El cuarto mandamiento (1948)
- Los viejos somos así (1948)
- Lola Casanova (1949)
- Huellas del pasado (1950)
- Casa de vecindad (1951)
- El puerto de los siete vicios (1951)
- Orquídeas para mi esposa (1954)